# Lhoty u Potštejna
Lhoty u Potštejna település Csehországban, Rychnov nad Kněžnou-i járásban. Lhoty u Potštejna Polom, Proruby, Borovnice, Potštejn, Sudslava és Chleny településekkel határos. Lakosainak száma 342 fő (2024. január 1.).

## Népesség
A település lakosságának változását az alábbi diagram mutatja:
| Lakosok száma | 453  | 429  | 395  | 383  | 310  | 269  | 307  | 322  | 343  | 342  |
|               | 1869 | 1900 | 1921 | 1961 | 1980 | 2011 | 2016 | 2019 | 2021 | 2024 |